# Bataillon de police Kharkiv
Ne doit pas être confondu avec Bataillon Kharkiv.
Le bataillon de police « Kharkiv » est formé à l'automne 2015 à partir du bataillon de l'unité spéciale de police « Kharkiv-1 », « Kharkiv-2 » et « Slobozhanshchyna ». Ils sont impliqués dans le maintien de l'ordre public et la garde d'installations d'importance stratégique à Marioupol.

## Historique
L'unité est engagée lors de l'invasion de l'Ukraine par la Russie en 2022.